# Eric Rolland (Schauspieler)
Eric Rolland ist ein US-amerikanischer Schauspieler.

## Leben
Rolland erlangte seinen Bachelor of Arts in Theaterschauspiel an der Temple University. Ab Mitte der 2000er Jahre wirkte er in verschiedenen Bühnenstücken an unterschiedlichen Theatern als Darsteller mit. 2010 wirkte er in en Kurzfilmen Porcelain und Family Bondage mit. 2012 spielte er in vier Episoden der Serie Der große Aufbruch – Die Pioniere Amerikas die Rolle des J.P. Morgan. 2014 gab er in I Origins – Im Auge des Ursprungs sein Spielfilmdebüt. Wiederkehrende Rollen hatte er in den Serien NASCAR: The Rise of American Speed und Der Wilde Westen – Die wahre Geschichte inne. 2022 spielte er in acht Episoden der Fernsehserie Titans: The Rise of Wall Street die Rolle des Michael Milken. Im selben Jahr war er außerdem unter anderen in sechs Episoden der Fernsehserie Hollywood – Aufstieg der Titanen als William Fox zu sehen. 2024 stellte er im Mockbuster Ape X Mecha Ape: New World Order die Rolle des Drake dar. Außerdem hatte er im selben Jahr eine wiederkehrende Rolle in der Fernsehserie Wyatt Earp and the Cowboy War inne.

## Filmografie (Auswahl)
- 2010: Porcelain (Kurzfilm)
- 2010: Family Bondage (Kurzfilm)
- 2012: Der große Aufbruch – Die Pioniere Amerikas (The Men Who Built America, Miniserie, 4 Episoden)
- 2013: Double Crossed (Kurzfilm)
- 2013: Shore Leave (Kurzfilm)
- 2014: I Origins – Im Auge des Ursprungs (I Origins)
- 2014: Résistance (Miniserie, Episode 1x04)
- 2015: Wenn Liebe tötet (I’d Kill for You, Fernsehserie, Episode 2x13)
- 2015: Being Thomas Edison: American Genius Digital Extra (Kurzfilm)
- 2015: American Genius (Miniserie, Episode 1x08)
- 2015: But We’re Okay (Kurzfilm)
- 2015; 2016: Ein perfekter Mord (The Perfect Murder, Fernsehserie, 2 Episoden, verschiedene Rollen)
- 2016: Alibi (Kurzfilm)
- 2016: NASCAR: The Rise of American Speed (Fernsehserie, 3 Episoden)
- 2016: Der Wilde Westen – Die wahre Geschichte (The American West, Miniserie, 8 Episoden)
- 2016: 19 Steps (Kurzfilm)
- 2022: Titans: The Rise of Wall Street (Fernsehserie, 8 Episoden)
- 2022: Influence
- 2022: American Dynasty (Fernsehserie, Episode 1x04)
- 2022: Hollywood – Aufstieg der Titanen (Titans: The Rise of Hollywood, Fernsehserie, 6 Episoden)
- 2023: The Mega-Brands That Built America (Fernsehserie, Episode 1x04)
- 2023: Liberty or Death: Boston Tea Party (Fernsehserie, Episode 1x04)
- 2024: Ape X Mecha Ape: New World Order
- 2024: Wyatt Earp and the Cowboy War (Fernsehserie, 6 Episoden)

## Theater (Auswahl)
- 2007: Epic Proprtions, Strand Theater
- 2008: Social Security, Strand Theater
- 2008: The Odd Couple, Strand Theater
- 2008: Dealers’s Choice, Strand Theater
- 2009: The Hound of the Baskervilles, Black River Playhouse
- 2009: Improbable Fiction, Black River Playhouse
- 2009: Man of the Moment, Black River Playhouse
- 2009: Gameplan, Black River Playhouse
- 2009: The Foreigner, Holmdel Theatre Company
- 2010: Henry VIII., Shakespeare Theatre of New Jersey
- 2010: I Capture the Castle, Shakespeare Theatre of New Jersey
- 2011: Othello, Shakespeare Theatre of New Jersey
- 2011: To Kill A Mockingbird, Shakespeare Theatre of New Jersey
- 2011: Dinner with Friends, River Valley Rep
- 2011: Our Town, Holmdel Theatre Company
- 2012: The Complete Works of William Shakespeare, River Valley Rep
- 2014: ART, Holmdel Theatre Company
- 2015: Proof, Holmdel Theatre Company